# Stillahavs-helgeflundra
Stillahavs-helgeflundra (Hippoglossus stenolepis) är en fiskart som beskrevs av Schmidt, 1904. Stillahavs-helgeflundra ingår i släktet Hippoglossus och familjen flundrefiskar. Inga underarter finns listade i Catalogue of Life.